# Pteronemobius hargreavesi
Pteronemobius hargreavesi är en insektsart som beskrevs av Lucien Chopard 1938. Pteronemobius hargreavesi ingår i släktet Pteronemobius och familjen syrsor. Inga underarter finns listade i Catalogue of Life.